# 國泰飯店觀光事業
國泰飯店觀光事業（原國泰商旅），由霖園集團旗下台灣建築業龍頭國泰建設於2012年3月成立的新事業體，核心業務涵蓋：飯店品牌發展；籌建、管理和特許經營飯店及度假村；以及引進國際品牌飯店等項目。

## 歷史
2012年3月，國泰建設成立國泰商旅股份有限公司。
2013年，國泰商旅成功整合集團資源開創首家自有品牌HOTEL COZZI和逸飯店，是擁有舒適自在客房的都會型飯店。2014年，國泰商旅推出精品酒店品牌MADISON TAIPEI HOTEL 慕軒飯店。慕軒飯店開幕以來屢獲國內外多項大獎，更於2018、2019連續兩年名列台北米其林指南「推薦旅館」。
2018年，國泰商旅自飯店籌建及經營管理層面延伸，成立國泰飯店管理顧問事業股份有限公司，與全球最大飯店品牌萬豪國際合作，引進萬豪國際旗下品牌萬怡酒店，打造台北國泰萬怡酒店。
2019年，國泰商旅和國泰飯店管理顧問整合為國泰飯店觀光事業股份有限公司。
2020年8月，國泰飯店觀光事業於高鐵桃園車站特定區推出台灣首家海洋元素的和逸品牌飯店COZZI Blu和逸飯店‧桃園館。

## HOTEL COZZI 和逸飯店

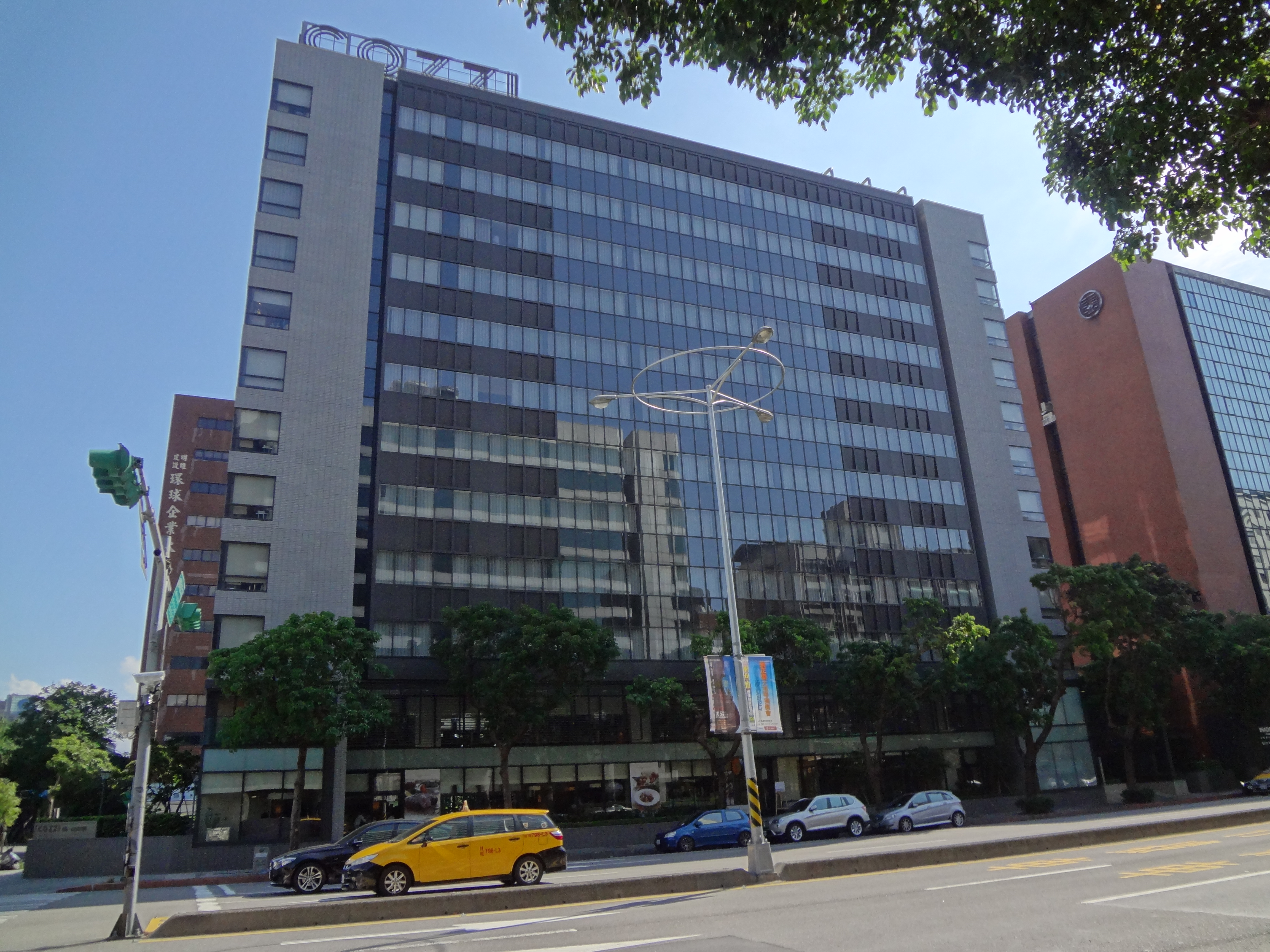
和逸飯店 台北民生館

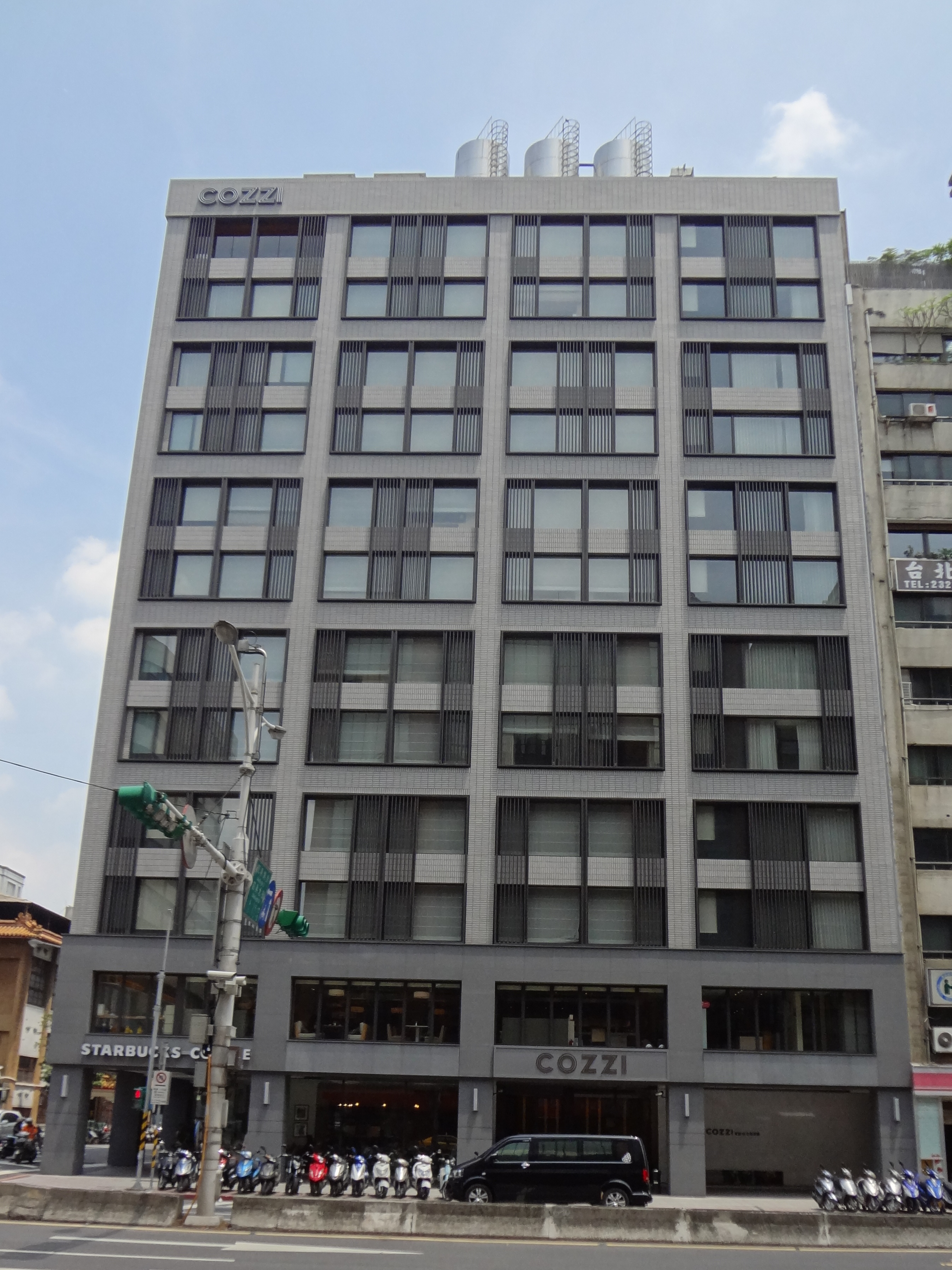
和逸飯店 台北忠孝館

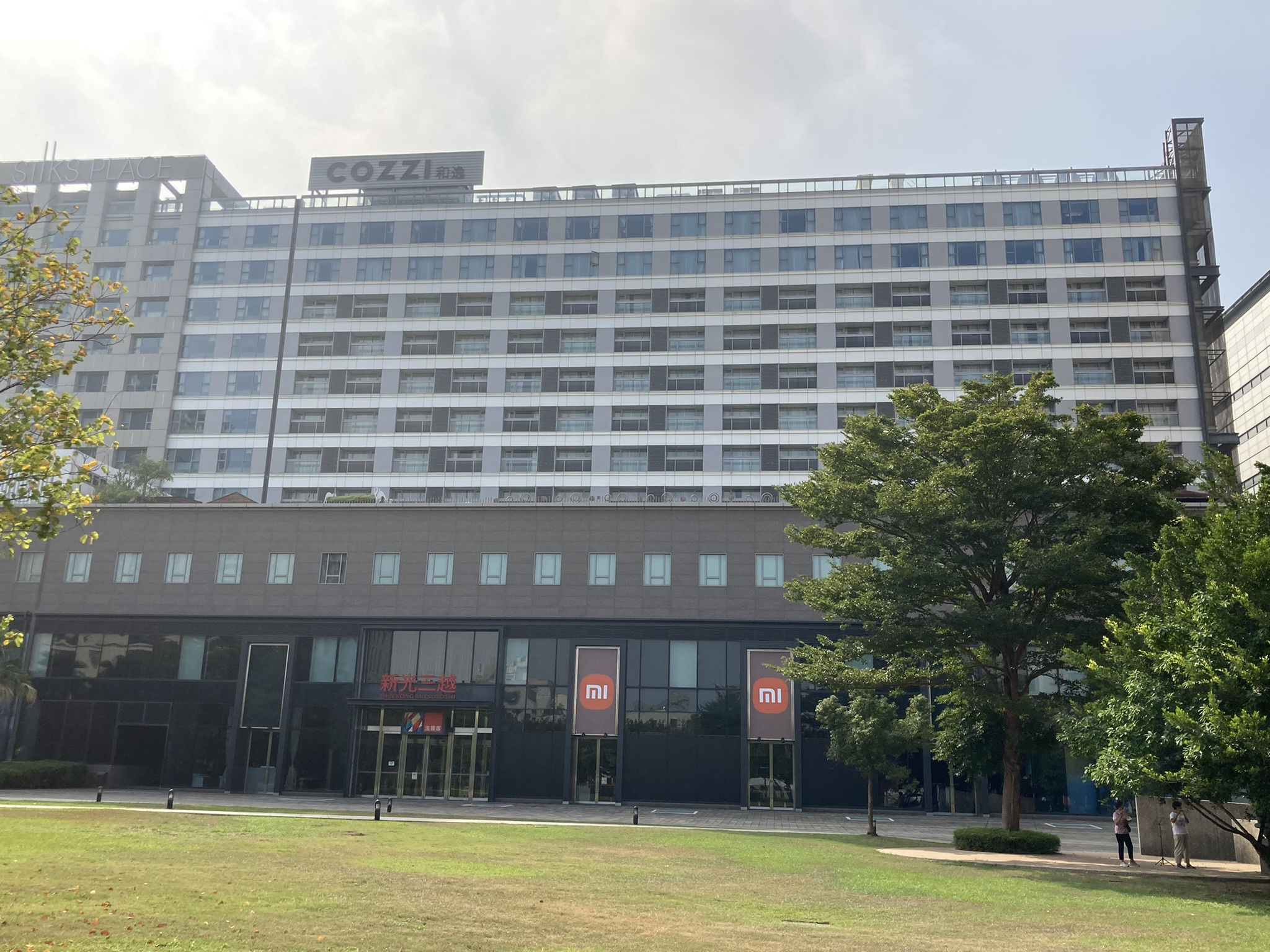
和逸飯店‧台南西門館

為國泰飯店觀光事業的首個品牌，定位為適中價位的都會型飯店。
- 和逸飯店‧台北民生館，位於台北市中山區民生東路二段178號，共有135間客房和2間會議室，於2013年7月12日開幕。
- 和逸飯店‧台北忠孝館，位於台北市中正區忠孝東路一段31號，共有123間客房，於2013年10月19日開幕。
- 和逸飯店‧台南西門館，位於台南市中西區西門路一段658之2號（國泰台南置地廣場），和晶英酒店、新光三越台南新天地相鄰，共有222間客房和2間會議室，於2015年2月1日開幕。
- 和逸飯店‧高雄中山館，位於高雄市前鎮區中山二路260號（國泰中央廣場），共有182間客房、1間餐廳和2間會議室，於2015年開幕。
- COZZI Blu和逸飯店‧桃園館，位於桃園市中壢區的置地廣場·桃園，共有218間客房、2間餐廳、1間酒吧和大型宴會廳，於2020年8月7日開幕。

## MADISON TAIPEI HOTEL 慕軒酒店
定位為高檔商務飯店品牌。
- 慕軒酒店，位於台北市敦化南路一段331號，總共有124間客房、1間餐廳、1間酒吧，於2014年4月17日開幕[1]。

## 外部連結
- 國泰飯店觀光事業（页面存档备份，存于）
- HOTEL COZZI 和逸飯店 官方網站（页面存档备份，存于）
- HOTEL COZZI 和逸飯店的Facebook專頁
- MADISON TAIPEI HOTEL 慕軒飯店 官方網站（页面存档备份，存于）
- MADISON TAIPEI HOTEL 慕軒飯店的Facebook專頁